# Seven de Hong Kong 2004
El Seven de Hong Kong de 2004 fue la vigésima novena edición del torneo de rugby 7, fue el quinto torneo de la temporada 2003-04 de la Serie Mundial Masculina de Rugby 7.
Se disputó en la instalaciones del Hong Kong Stadium.

## Fase de grupos

### Grupo A
| Equipo         | Encuentros | Encuentros | Encuentros | Encuentros | Tantos  | Tantos    | Tantos     | Puntos |
| Equipo         | jugados    | ganados    | empatados  | perdidos   | a favor | en contra | diferencia | Puntos |
| -------------- | ---------- | ---------- | ---------- | ---------- | ------- | --------- | ---------- | ------ |
| Nueva Zelanda  | 3          | 3          | 0          | 0          | 138     | 7         | 131        | 9      |
| Estados Unidos | 3          | 2          | 0          | 1          | 44      | 55        | -11        | 7      |
| Italia         | 3          | 1          | 0          | 2          | 38      | 81        | -43        | 5      |
| Japón          | 3          | 0          | 0          | 3          | 31      | 108       | -77        | 3      |

Nota: Se otorgan 3 puntos al equipo que gane un partido, 2 al que empate y 1 al que pierda

### Grupo B
| Equipo     | Encuentros | Encuentros | Encuentros | Encuentros | Tantos  | Tantos    | Tantos     | Puntos |
| Equipo     | jugados    | ganados    | empatados  | perdidos   | a favor | en contra | diferencia | Puntos |
| ---------- | ---------- | ---------- | ---------- | ---------- | ------- | --------- | ---------- | ------ |
| Inglaterra | 3          | 3          | 0          | 0          | 129     | 12        | 117        | 9      |
| Escocia    | 3          | 2          | 0          | 1          | 74      | 50        | 24         | 7      |
| Georgia    | 3          | 1          | 0          | 2          | 22      | 85        | -63        | 5      |
| China      | 3          | 0          | 0          | 3          | 29      | 107       | -78        | 3      |

### Grupo C
| Equipo     | Encuentros | Encuentros | Encuentros | Encuentros | Tantos  | Tantos    | Tantos     | Puntos |
| Equipo     | jugados    | ganados    | empatados  | perdidos   | a favor | en contra | diferencia | Puntos |
| ---------- | ---------- | ---------- | ---------- | ---------- | ------- | --------- | ---------- | ------ |
| Sudáfrica  | 3          | 3          | 0          | 0          | 132     | 24        | 108        | 9      |
| Kenia      | 3          | 2          | 0          | 1          | 69      | 29        | 40         | 7      |
| Islas Cook | 3          | 1          | 0          | 2          | 43      | 88        | -45        | 5      |
| Tailandia  | 3          | 0          | 0          | 3          | 29      | 132       | -103       | 3      |

### Grupo D
| Equipo    | Encuentros | Encuentros | Encuentros | Encuentros | Tantos  | Tantos    | Tantos     | Puntos |
| Equipo    | jugados    | ganados    | empatados  | perdidos   | a favor | en contra | diferencia | Puntos |
| --------- | ---------- | ---------- | ---------- | ---------- | ------- | --------- | ---------- | ------ |
| Canadá    | 3          | 3          | 0          | 0          | 87      | 12        | 75         | 9      |
| Fiyi      | 3          | 2          | 0          | 1          | 78      | 14        | 64         | 7      |
| Hong Kong | 3          | 1          | 0          | 2          | 21      | 64        | -43        | 5      |
| Portugal  | 3          | 0          | 0          | 3          | 12      | 108       | -96        | 3      |

### Grupo E
| Equipo        | Encuentros | Encuentros | Encuentros | Encuentros | Tantos  | Tantos    | Tantos     | Puntos |
| Equipo        | jugados    | ganados    | empatados  | perdidos   | a favor | en contra | diferencia | Puntos |
| ------------- | ---------- | ---------- | ---------- | ---------- | ------- | --------- | ---------- | ------ |
| Argentina     | 3          | 3          | 0          | 0          | 91      | 7         | 84         | 9      |
| Francia       | 3          | 2          | 0          | 1          | 67      | 19        | 48         | 7      |
| Corea del Sur | 3          | 1          | 0          | 2          | 59      | 55        | 4          | 5      |
| Singapur      | 3          | 0          | 0          | 3          | 5       | 141       | -136       | 3      |

### Grupo F
| Equipo       | Encuentros | Encuentros | Encuentros | Encuentros | Tantos  | Tantos    | Tantos     | Puntos |
| Equipo       | jugados    | ganados    | empatados  | perdidos   | a favor | en contra | diferencia | Puntos |
| ------------ | ---------- | ---------- | ---------- | ---------- | ------- | --------- | ---------- | ------ |
| Australia    | 3          | 3          | 0          | 0          | 118     | 24        | 94         | 9      |
| Samoa        | 3          | 2          | 0          | 1          | 81      | 19        | 62         | 7      |
| Namibia      | 3          | 1          | 0          | 2          | 45      | 90        | -45        | 5      |
| China Taipéi | 3          | 0          | 0          | 3          | 28      | 139       | -111       | 3      |

## Fase Final

### Cuartos de final
| 28 de marzo | Inglaterra | 17 - 12 | Fiyi |  |  |

| 28 de marzo | Sudáfrica | 17 - 5 | Australia |  |  |

| 28 de marzo | Argentina | 19 - 14 | Canadá |  |  |

| 28 de marzo | Nueva Zelanda | 27 - 5 | Samoa |  |  |

### Semifinal
| 28 de marzo | Inglaterra | 15 - 7 | Sudáfrica |  |  |

| 28 de marzo | Argentina | 19 - 17 | Nueva Zelanda |  |  |

### Final
| 28 de marzo | Inglaterra | 22 - 12 | Argentina |  |  |

| Bandera de Inglaterra  |
| Campeón Inglaterra     |
| 2º título del circuito |